# Бейгл

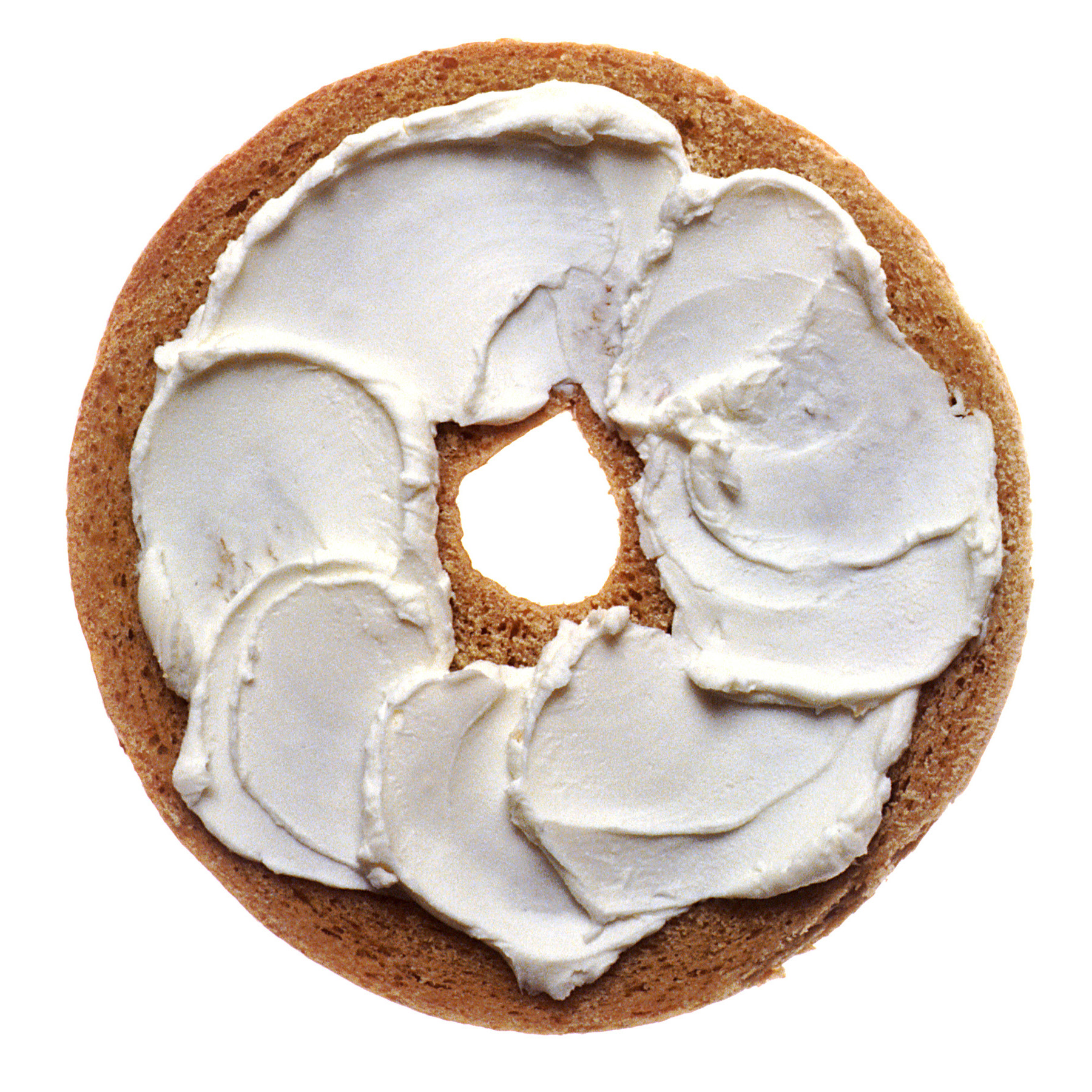
Бейгл с мягким сыром

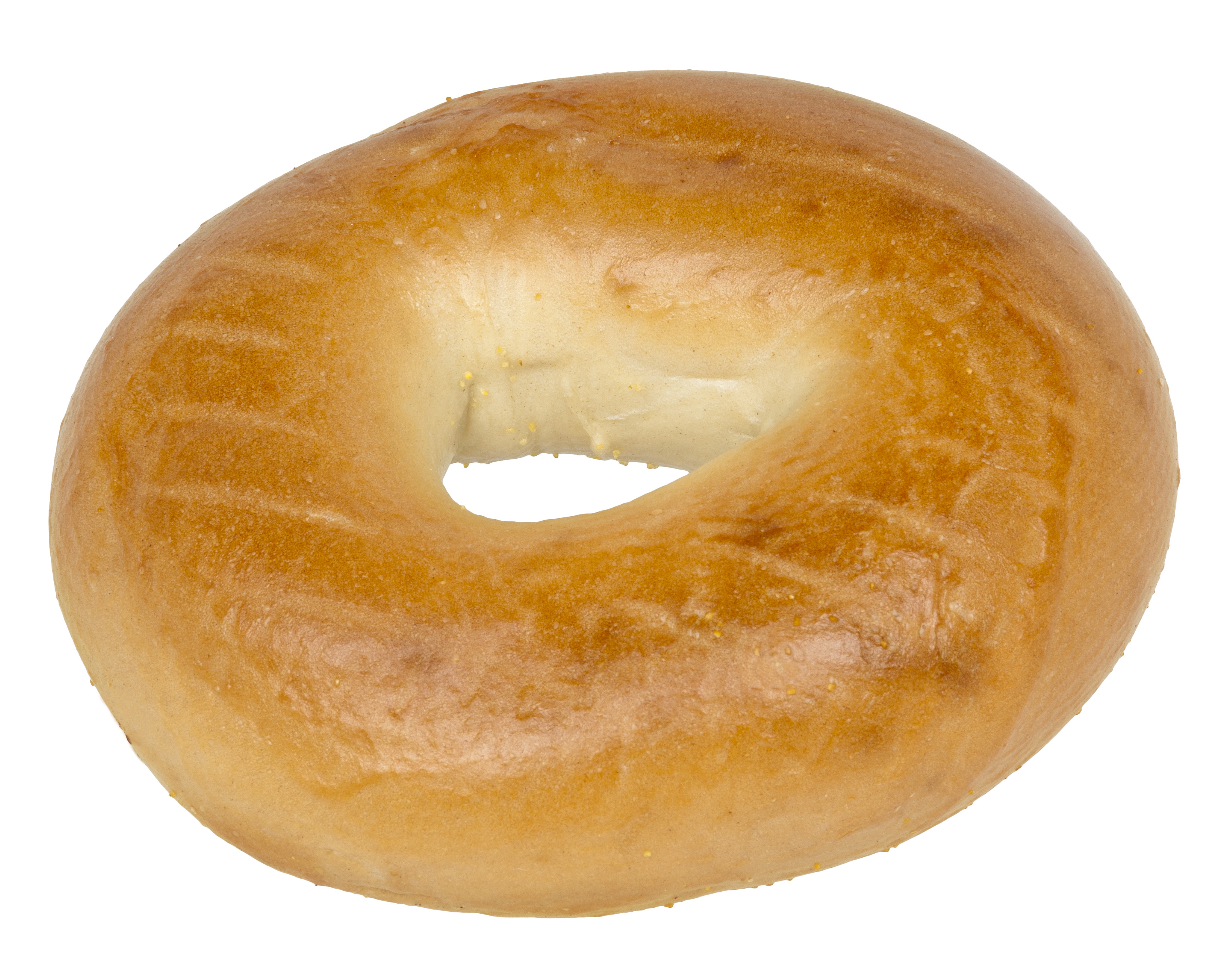
Коммерчески производимый бейгл

Бейгл или бейгель (англ. bagel/beigel от идиш בייגל‎, бейгл, мн. בײגעלעך‎, бе́йгелех, бе́йгелах — разнообразные закрученные изделия из обыкновенно начинённого теста) — выпечка, изначально характерная для еврейской кухни, ныне распространённая во многих странах, в форме тора из предварительно обваренного дрожжевого теста. Происходит из Восточной Европы, откуда еврейские эмигранты принесли его в США и прочие англоязычные страны.
В русской кухне аналогичные изделия из заварного теста именуются бубликами. Однако, в отличие от русских бубликов, еврейские бейглы зачастую содержат внутри или на своей поверхности различные дополнительные кулинарные включения.
Классический бейгл содержит 260—350 калорий, 1,0—4,5 грамма жира, 330—660 миллиграммов натрия и 2—5 граммов клетчатки. А бейгл без глютена содержат гораздо больше жира, около 9 граммов, из-за ингредиентов в тесте, которые заменяют пшеничную муку.

## История
Впервые бейгл упоминается в сборнике правил еврейской общины города Кракова в 1616 году. Старейшины постановили, что община будет выдавать бейгл каждой женщине, родившей ребёнка. Ещё более древний еврейский обычай угощать людей бубликом и крутым яйцом после похорон.
Бейглы бывают обычные и яичные, из цельной муки и пумперникели, с корицей и изюмом, посыпанные маком, кунжутом, чесноком, и луком, крупной солью, а также — со всем вместе.

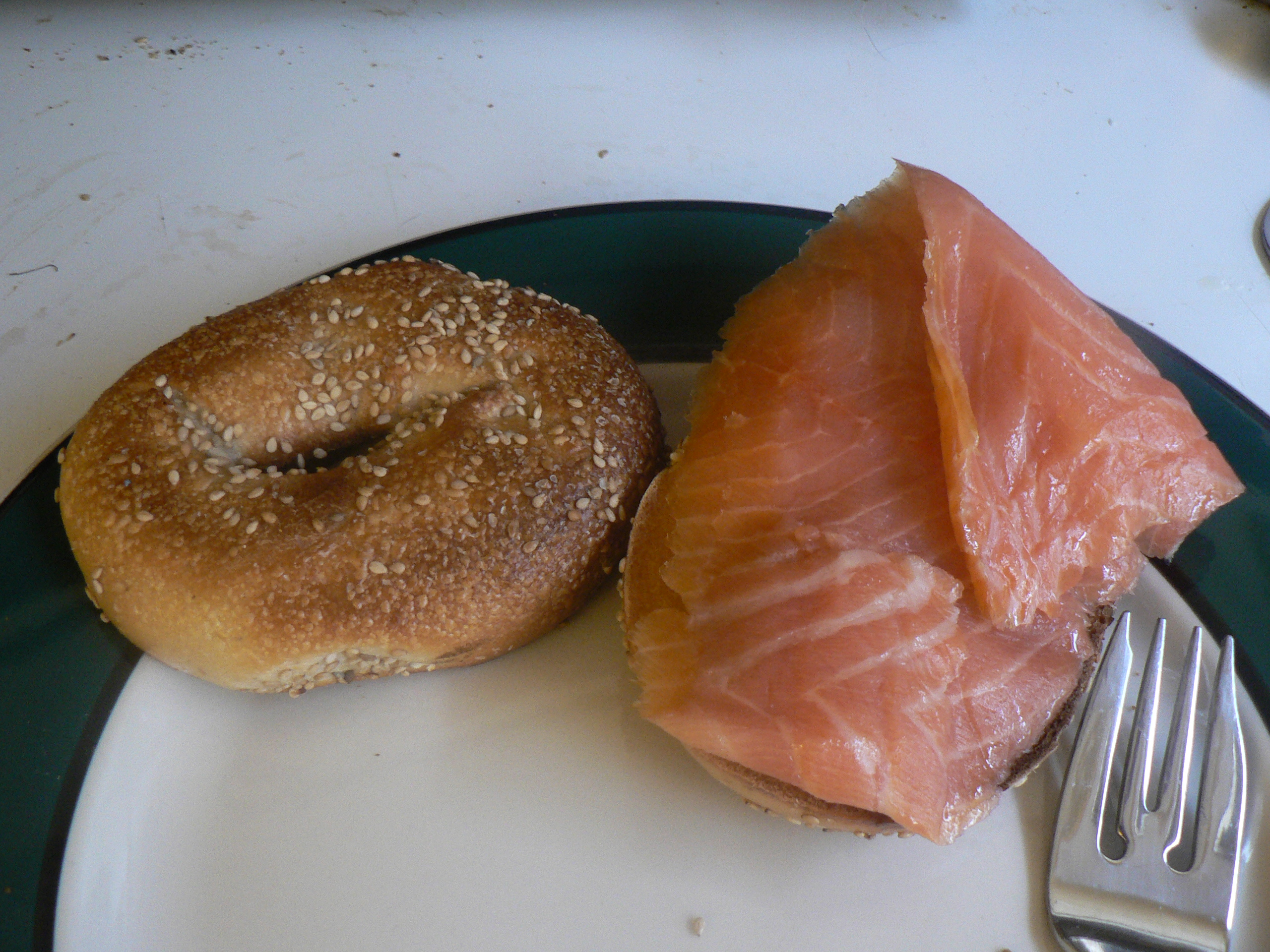
Бейгл с копчёной сёмгой

Бейгл принято есть с мягким сыром и копчёной сёмгой (идиш לאָקס‎, англ. lox — лакс).

## Разновидности
В Северной Америке традиционными центрами производства бейглов являются Нью-Йорк и Монреаль.
Монреальский бейгл содержит солод и сахар без соли; он варится в подслащенной мёдом воде, а выпекается в печи на дровах; также используются в основном либо зерна мака, либо кунжута для «черного» и «белого» варианта бейгла соответственно.
Нью-йоркский бейгл содержит соль и солод и варится в обычной воде перед выпеканием в стандартной печи. В результате нью-йоркский бейгл становится пухлым с немного влажной коркой, в то время как монреальский бейгл меньше по размеру (хотя и с большим отверстием), более хрустящий и сладкий.
Существуют также:
- чикагские бейглы, которые перед выпеканием варят на пару;
- лондонские бейглы, с более грубой текстурой и пузырьками воздуха;
- американский повар Джон Митзевич предлагает рецепт так называемых «бейглов по-санфранцисски», приплюснутых и с твердой корочкой.

## В культуре
«Бублички» — известная эстрадная песня, написанная в 1926 году Яковом Ядовым на народную мелодию. Исполнение этой песни на идиш сестрами Бэрри с оркестром Зигги Элмана (под названием Bagelach) в 1939 году сделало её популярной в США.

## Галерея

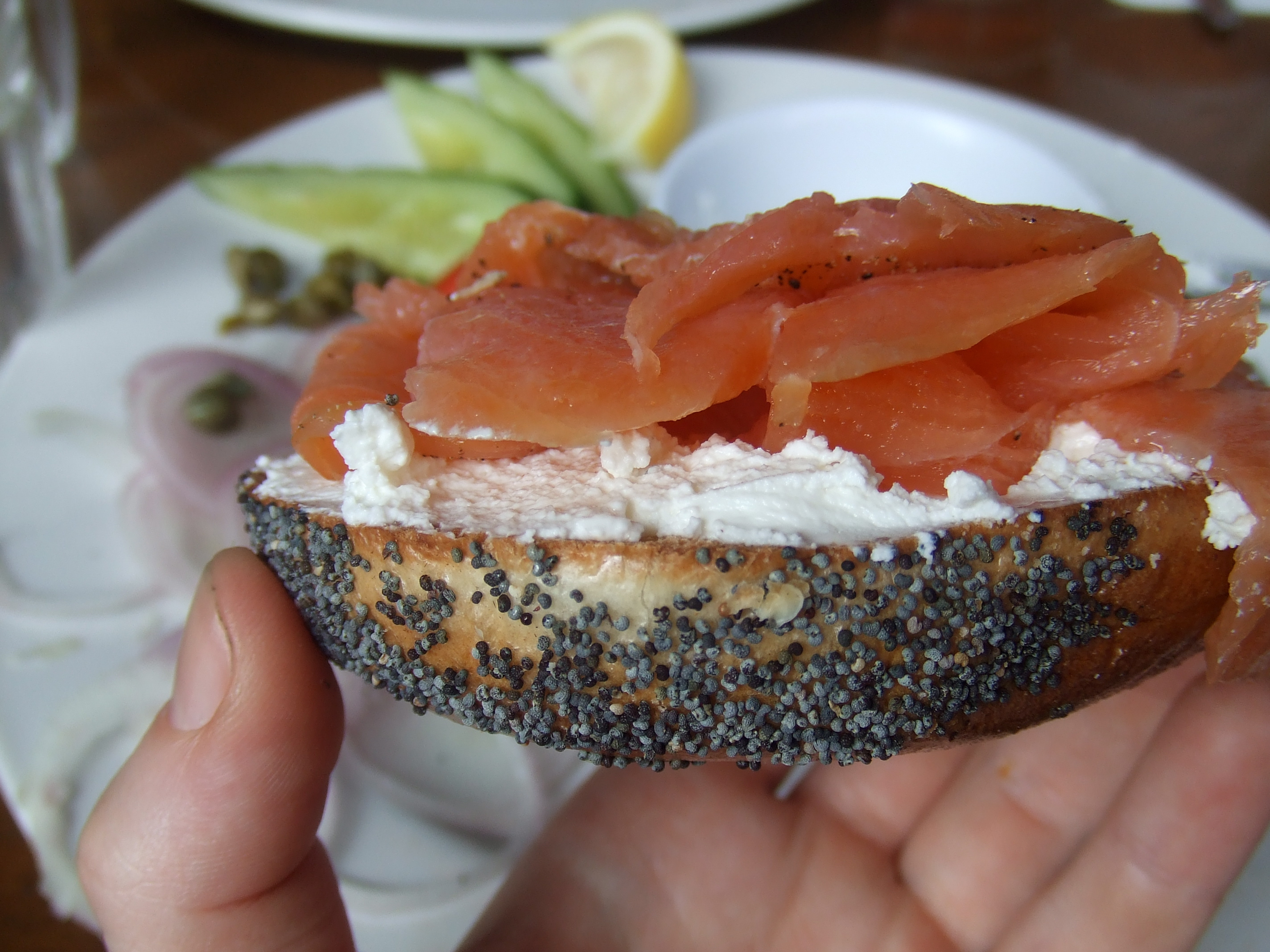
Бейглы со сливочным сыром и локсом (вяленым лососем) считаются традиционной частью американской еврейской кухни (в народе известной как «локс и шмеар»)
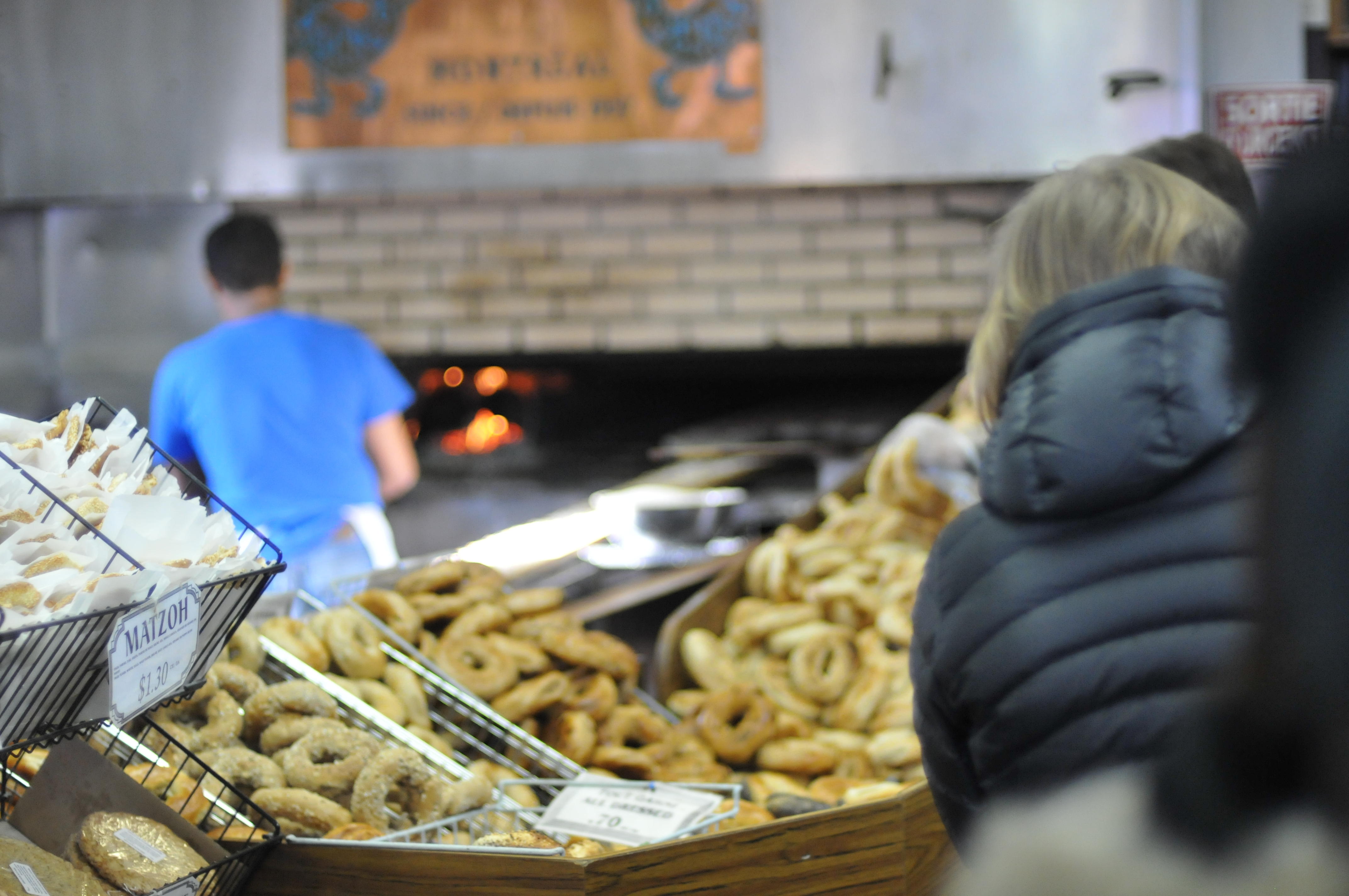
Субботняя утренняя очередь за бейглами в Сант-Виатеур Бейгл, Монреаль, Квебек
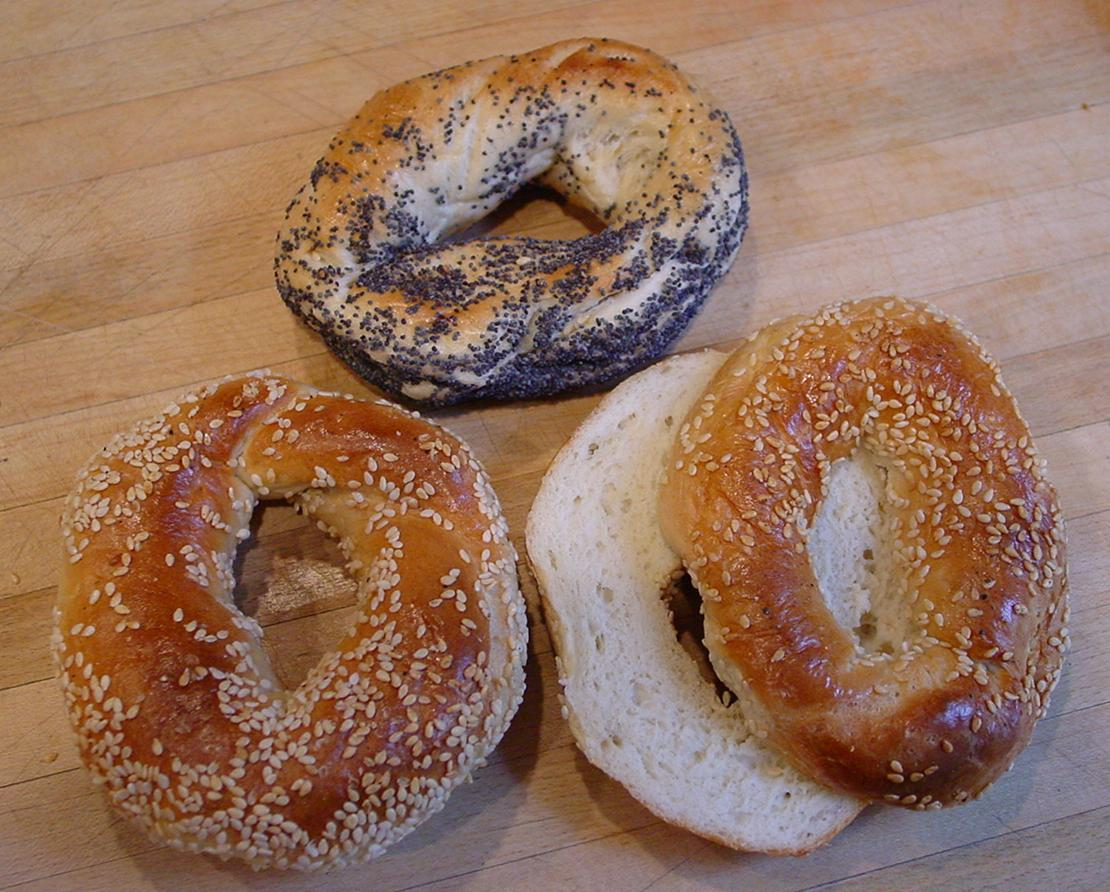
Три бейгла по-монреальски: один с маком и два бейгла с кунжутом

Похожие хлеба
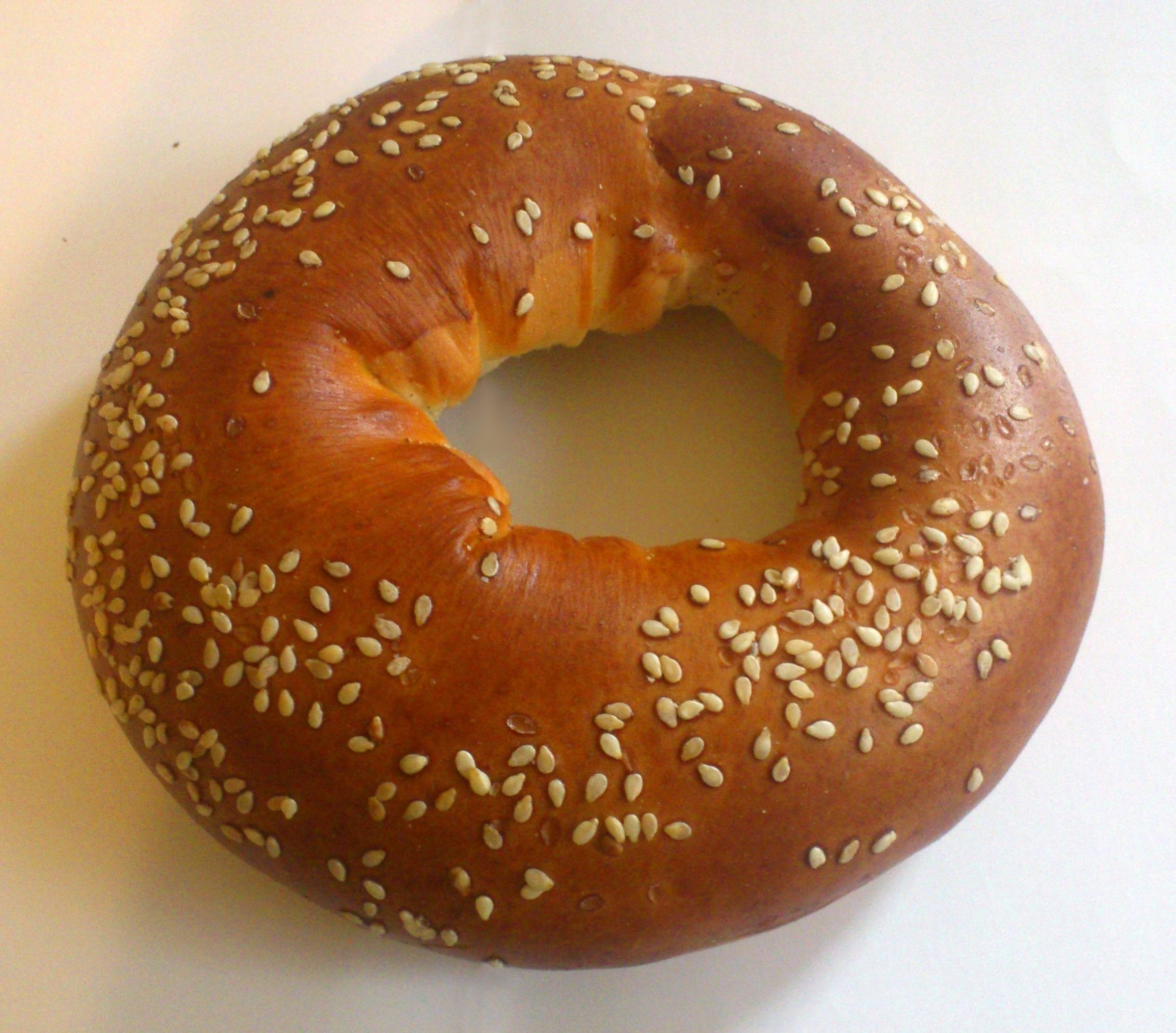
Украинский бублик
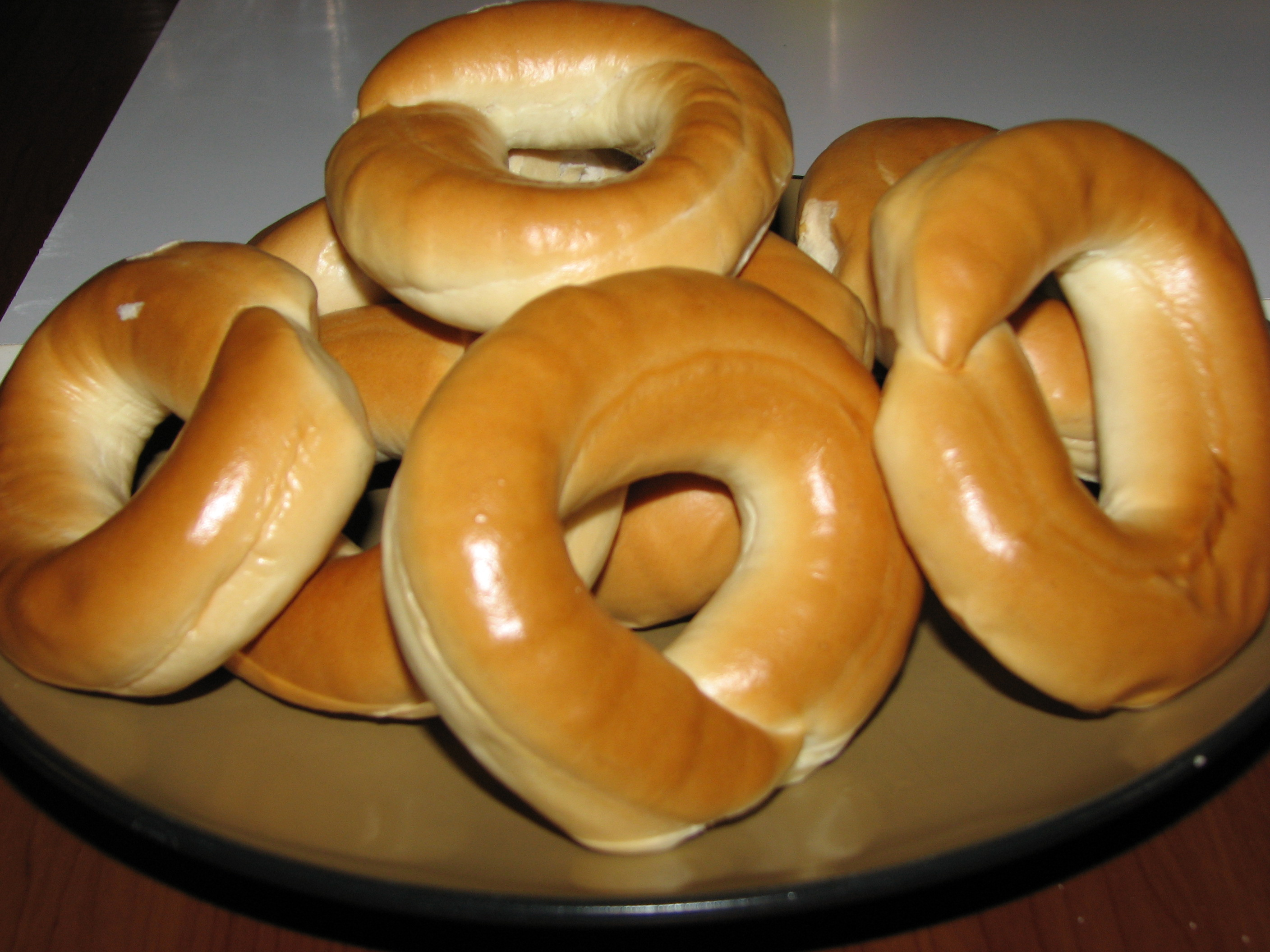
Весиринкели из Финляндии
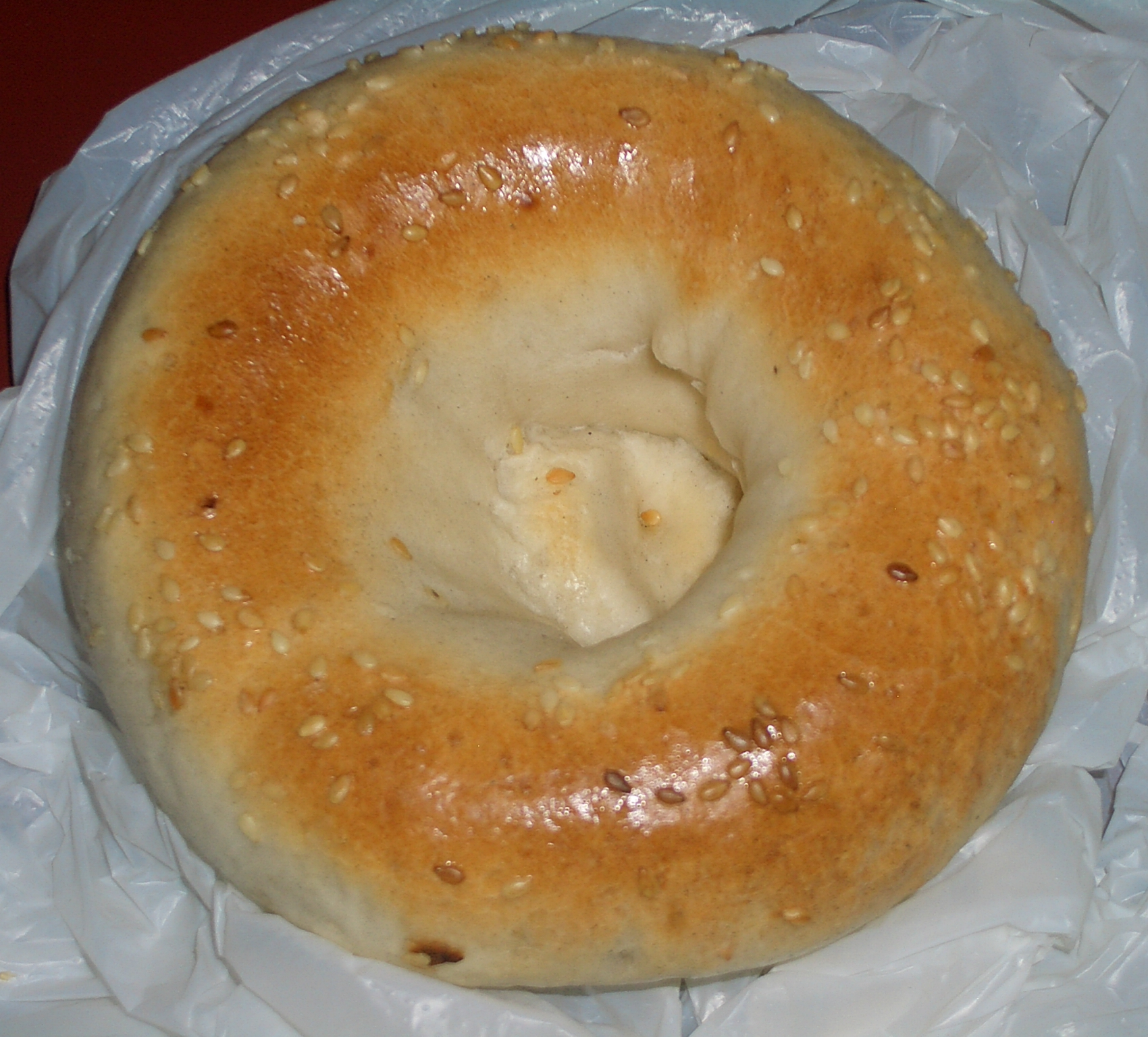
Гирдех (с несквозной дыркой) из уйгурского ресторана в Гуанчжоу, Китай